# إسماعيل كرسبو
إسماعيل كرسبو (بالإسبانية: Ismael Crespo Martínez)‏ هو بروفيسور إسباني، ولد في 15 أبريل 1964 في برغش في إسبانيا.